# Giorgio Ghezzi
Giorgio Ghezzi est un footballeur international italien né le 11 juillet 1930 à Cesenatico et mort le 12 décembre 1990. Il évoluait au poste de gardien de but. On le surnommait le Kamikaze.

## Biographie

### Joueur

#### En sélection
International, il reçoit 6 sélections en équipe d'Italie de 1954 à 1961. Il fait partie de l'équipe italienne lors de la Coupe du monde 1954.

## Carrière

### En tant que joueur
- 1947-1949 :  AC Rimini
- 1949-1951 :  Modena FC
- 1951-1958 :  Inter Milan
- 1958-1959 :  Genoa CFC
- 1959-1965 :  AC Milan

### En tant qu'entraîneur
- 1966-1967 :  Genoa CFC

## Palmarès

### En club
Avec l'Inter Milan :
- Champion d'Italie en 1953 et 1954

Avec le Milan AC :
- Champion d'Italie en 1962
- Vainqueur de la Coupe des clubs champions européens en 1963